# 페름기
| 석탄기 ← 페름기 → 트라이아스기 298.9 – 251.902 백만년 전 |                                   |              |             |
| 평균 O2 농도 | 약 23 Vol % (현재의 115 %)        |              |             |
| 평균 대기 CO2 농도 | 약 900 ppm (산업 시대 이전의 3배) |              |             |
| 평균 표면 온도 | 약 16 °C (현재보다 2 °C 높음)     |              |             |
| \| 기 \| 세 \| 절 \| 백만년전 \| \| ------------------------------------------- \| -------------- \| ------------ \| ----------- \| \| 트라이아스기 \| 전세 \| 인더스절 \| younger \| \| 페름기 \| 러핑세 \| 창싱절 \| 251.0–253.8 \| \| 페름기 \| 러핑세 \| 우자핑절 \| 253.8–260.4 \| \| 페름기 \| 과달루페세 \| 캐피탄절 \| 260.4–265.8 \| \| 페름기 \| 과달루페세 \| 워드절 \| 265.8–268.0 \| \| 페름기 \| 과달루페세 \| 로드절 \| 268.0–270.6 \| \| 페름기 \| 시수랄리아세 \| 쿤구르절 \| 270.6–275.6 \| \| 페름기 \| 시수랄리아세 \| 아르틴스크절 \| 275.6–284.4 \| \| 페름기 \| 시수랄리아세 \| 사크마라절 \| 284.4–294.6 \| \| 페름기 \| 시수랄리아세 \| 아셀절 \| 294.6–299.0 \| \| 석탄기 \| 펜실베이니아기 \| 그젤절 \| older \| \| IUGS에 따른 페름기의 구분. 2009년 7월 기준. \| \| \| \| |                                   |              |             |
| 기 | 세                                | 절           | 백만년전    |
| 트라이아스기 | 전세                              | 인더스절     | younger     |
| 페름기 | 러핑세                            | 창싱절       | 251.0–253.8 |
| 페름기 | 러핑세                            | 우자핑절     | 253.8–260.4 |
| 페름기 | 과달루페세                        | 캐피탄절     | 260.4–265.8 |
| 페름기 | 과달루페세                        | 워드절       | 265.8–268.0 |
| 페름기 | 과달루페세                        | 로드절       | 268.0–270.6 |
| 페름기 | 시수랄리아세                      | 쿤구르절     | 270.6–275.6 |
| 페름기 | 시수랄리아세                      | 아르틴스크절 | 275.6–284.4 |
| 페름기 | 시수랄리아세                      | 사크마라절   | 284.4–294.6 |
| 페름기 | 시수랄리아세                      | 아셀절       | 294.6–299.0 |
| 석탄기 | 펜실베이니아기                    | 그젤절       | older       |
| IUGS에 따른 페름기의 구분. 2009년 7월 기준. |                                   |              |             |

페름기(Permian Period) 또는 이첩기(二疊紀, 독일어: Dyas)는 고생대의 6개 기 중 여섯번 째 마지막 시기로, 약 2억 9,890만 년 전부터 2억 5,190만 년 전까지의 시기이다. 석탄기 이후, 중생대 트라이아스기 이전 시기이다. 이 시기에는 디메트로돈, 에다포사우루스 등 반룡목과 에리옵스, 디플로카울루스 같은 양서류, 고시하강과 신시하강의 곤충이 번성했으며, 완전탈바꿈을 하는 원시 내시류 곤충들이 등장하였다. 당시 지구 생명체의 약 96%가 멸종한 페름기-트라이아스기 대량절멸로 막을 내린다. "페름"이라는 이름은 러시아의 페름 변경주에서 따왔다.

## 시대 구분
| 중생대 | 트라이아스기 | 전기           | 인두안       | 2억 5100만년전~2억 4900만년전 |
| 고생대 | 페름기       | 로핑기아세     | 창싱지안     | 2억 5300만년전~2억 5100만년전 |
| 고생대 | 페름기       | 로핑기아세     | 우자핑지안   | 2억 6000만년전~2억 5300만년전 |
| 고생대 | 페름기       | 과달루페세     | 카피타니안   | 2억 6500만년전~2억 6000만년전 |
| 고생대 | 페름기       | 과달루페세     | 워디안       | 2억 6800만년전~2억 6500만년전 |
| 고생대 | 페름기       | 과달루페세     | 로디안       | 2억 7000만년전~2억 6800만년전 |
| 고생대 | 페름기       | 시수랄리아세   | 쿤구리안     | 2억 7500만년전~2억 7000만년전 |
| 고생대 | 페름기       | 시수랄리아세   | 아르틴스키안 | 2억 8400만년전~2억 7500만년전 |
| 고생대 | 페름기       | 시수랄리아세   | 사크마리안   | 2억 9400만년전~2억 8400만년전 |
| 고생대 | 페름기       | 시수랄리아세   | 아셀리안     | 2억 9900만년전~2억 9400만년전 |
| 고생대 | 석탄기       | 펜실베이니아세 | 그젤리안     | 3억 300만년전~2억 9900만년전  |

## 같이 보기
- 페름 변경주
- 페름기-트라이아스기 대량절멸
- 평안 누층군